# Liste der Bodendenkmäler in Eggenthal
Auf dieser Seite sind die Bodendenkmäler in der schwäbischen Gemeinde Eggenthal zusammengestellt. Diese Tabelle ist eine Teilliste der Liste der Bodendenkmäler in Bayern. Grundlage ist die Bayerische Denkmalliste, die auf Basis des Bayerischen Denkmalschutzgesetzes vom 1. Oktober 1973 erstmals erstellt wurde und seither durch das Bayerische Landesamt für Denkmalpflege geführt wird. Die folgenden Angaben ersetzen nicht die rechtsverbindliche Auskunft der Denkmalschutzbehörde.

## Bodendenkmäler in Eggenthal
| Lage                       | Objekt | Akten-Nr.     | Bild                                          |
| -------------------------- | --- | ------------- | --------------------------------------------- |
| (Standort)                 | Mittelalterliche und frühneuzeitliche Befunde im Bereich der katholischen Pfarrkirche St. Nikolaus in Bayersried. | D-7-8028-0039 | Mittelalterliche und frühneuzeitliche Befunde |
| (Standort)                 | Burgstall des hohen und späten Mittelalters, Siedlung der Urnenfelderzeit und der Hallstattzeit.                  | D-7-8029-0056 |                                               |
| (Standort)                 | Straße der römischen Kaiserzeit.                                                                                  | D-7-8029-0058 |                                               |
| (Standort)                 | Mittelalterlicher Burgstall.                                                                                      | D-7-8029-0130 |                                               |
| Kirchenstraße 7 (Standort) | Mittelalterliche und frühneuzeitliche Befunde im Bereich der katholischen Pfarrkirche St. Afra.                   | D-7-8029-0148 | weitere Bilder                                |
| (Standort)                 | Burgstall des frühen und hohen Mittelalters und vorgeschichtliche Siedlung: Burgstall Romatsried.                 | D-7-8129-0001 | weitere Bilder                                |
| (Standort)                 | Straße der römischen Kaiserzeit.                                                                                  | D-7-8129-0071 |                                               |